# River Glass (Cromarty Firth)
Der Glass, veraltet auch Allt Graad, Altgraat oder Aultgrande, ist ein Fluss in der schottischen Council Area Highland beziehungsweise in der traditionellen Grafschaft Ross-shire. Er ist nicht zu verwechseln mit dem nahen Abhainn na Glasa, der Loch Morie speist.

## Beschreibung
Der Glass ist der Abfluss des in 215 Metern Höhe liegenden Loch Glass rund acht Kilometer nordwestlich von Evanton. Der Fluss fließt vornehmlich in südöstlicher Richtung ab, um sich nach rund elf Kilometern bei Evanton in den Cromarty Firth zu ergießen. Der Skiack mündet einen Kilometer südlich des Glass. Rund vier Kilometer unterhalb des Sees mündet der Allt nan Caorach von rechts in den Glass.
Rund 1,5 Kilometer oberhalb von Evanton stürzt sich der Glass in die spektakuläre Black Rock Gorge. Eine Holzbrücke überspannt die 36 Meter tiefe Klamm, an der eine Szene des Films Harry Potter und der Feuerkelch gedreht wurde.

## Umgebung
Das obere Glasstal war einst besiedelt. Die historischen Überreste einer Siedlung sind als Scheduled Monument geschützt. In einem weiteren Besiedlungsüberrest nahe dem rechten Ufer finden sich wesentlich ältere Cup-and-Ring-Markierungen. Ein denkmalgeschützter Cairn sowie die Überreste einer mittelalterlichen Kapelle finden sich nahe Assynt House.
Bei Evanton queren die A9 sowie die Far North Line den Glass.

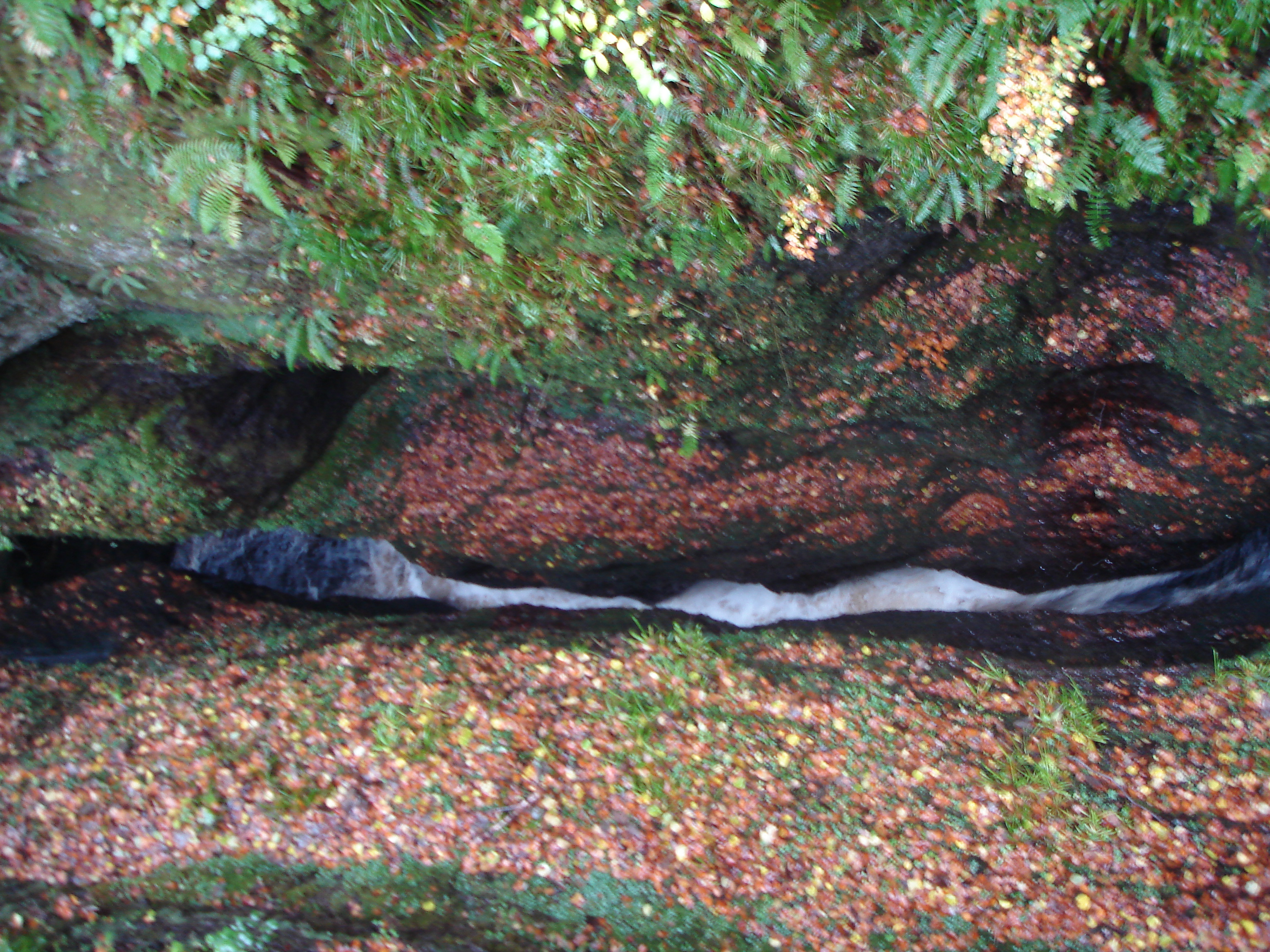
Black Rock Gorge
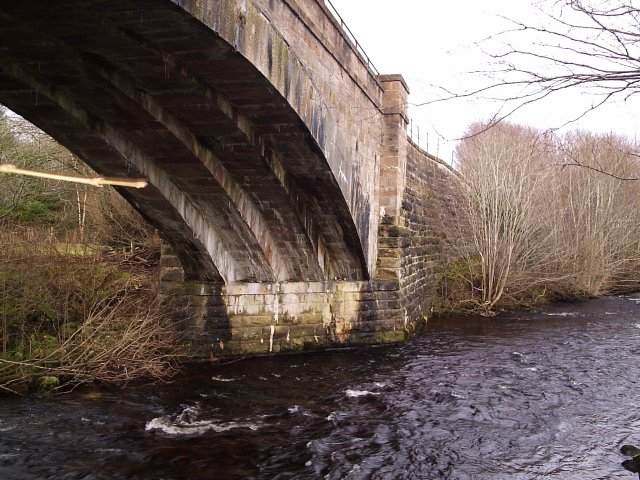
Brücke der Far North Line